# Swisspeace
Die Schweizerische Friedensstiftung - swisspeace ist ein unabhängiges, praxisorientiertes Institut der Friedensforschung und -förderung mit Sitz in Basel. Es analysiert bewaffnete Konflikte und entwickelt Strategien für deren nachhaltige Beilegung. Das Institut will einen Beitrag zur Verbesserung von Konfliktprävention und -transformation leisten. Das Institut ist mit der Universität Basel assoziiert.

## Geschichte

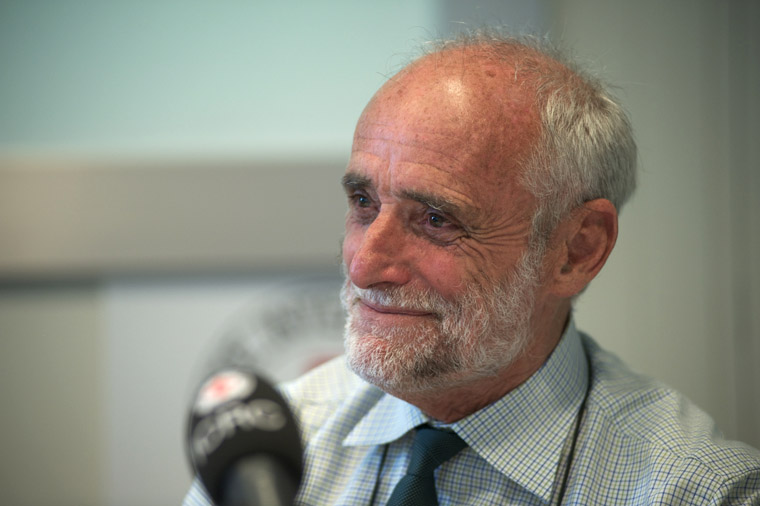
swisspeace Stiftungspräsident Jakob Kellenberger während einer IKRK Pressekonferenz in Genf im Jahr 2010

1988 wurde die Vorläuferorganisation Schweizerische Friedensstiftung gegründet mit dem Ziel, die unabhängige Friedensforschung in der Schweiz zu fördern. Heute arbeiten rund 50 Personen bei der Stiftung. swisspeace ist Mitglied der Schweizerischen Akademie der Geistes und Sozialwissenschaften und ist seit 2010 ein assoziiertes Institut der Universität Basel.
Stiftungsratspräsident ist seit dem 25-jährigen Jubiläum vom 10. September 2013 Jakob Kellenberger. Laurent Goetschel ist dessen Direktor.
Die Stiftung war auch im Umfeld des Schweizer Vorsitzes der Organisation für Sicherheit und Zusammenarbeit in Europa (OSZE) mit zahlreichen Veranstaltungen in Basel präsent.
swisspeace verfolgte dabei verschiedene Projekte zum Thema Frieden in der OSZE-Region und organisierte unter anderem die Parallelkonferenz der Zivilgesellschaft, die gleichzeitig wie das jährliche Ministerratstreffen Ende 2014 ebenfalls in Basel stattfand.

## Auftraggebende
Zu den wichtigsten Auftraggebern gehören das Eidgenössische Departement für auswärtige Angelegenheiten, der Schweizerische Nationalfonds, das Staatssekretariat für Bildung, Forschung und Innovation sowie nationale und internationale Organisationen, Stiftungen und Denkfabriken.

## Betätigungsfelder
swisspeace arbeitet in verschiedenen thematischen Programmen und bietet lokalen und internationalen Akteuren, die in der Friedensförderung tätig sind, Unterstützung und Beratung an. swisspeace konzentriert sich dabei auf folgende Themenbereiche:

### Analyse und Wirkung von Friedensförderung
Die Suche nach Konfliktlösungen bedingt eine differenzierte Analyse des Konfliktes und den darin verwickelten Akteuren. swisspeace ist ein Zentrum für methodische Innovation mit dem Ziel, Konfliktsensitivität und adaptives Management in Forschung, Politik und institutioneller Praxis zu fördern. Durch die Verbindung von Forschung und Praxis entwickelt swisspeace Ansätze zur Verbesserung von Analyse, Management und Lernprozessen. Ziel ist es, Partnerorganisationen und Geldgebende in ihrer Arbeit zur Friedensförderung und Entwicklung in fragilen und konfliktbetroffenen Kontexten zu unterstützen.

### Mediation
Drittparteien spielen eine wichtige Rolle, um den Dialog zwischen Konfliktparteien zu ermöglichen. In Zusammenarbeit mit dem Center for Security Studies (CSS) der ETH Zürich berät swisspeace im Rahmen des Mediation Support Project Friedensmediatoren des EDA und bietet jährliche Trainingskurse an. Zusammen mit UN Women beschäftigt sich die Stiftung gegenwärtig zudem mit der Teilnahme von Frauen am Friedensprozess und der Frage der Minoritäten in Myanmar.

### Vergangenheitsarbeit

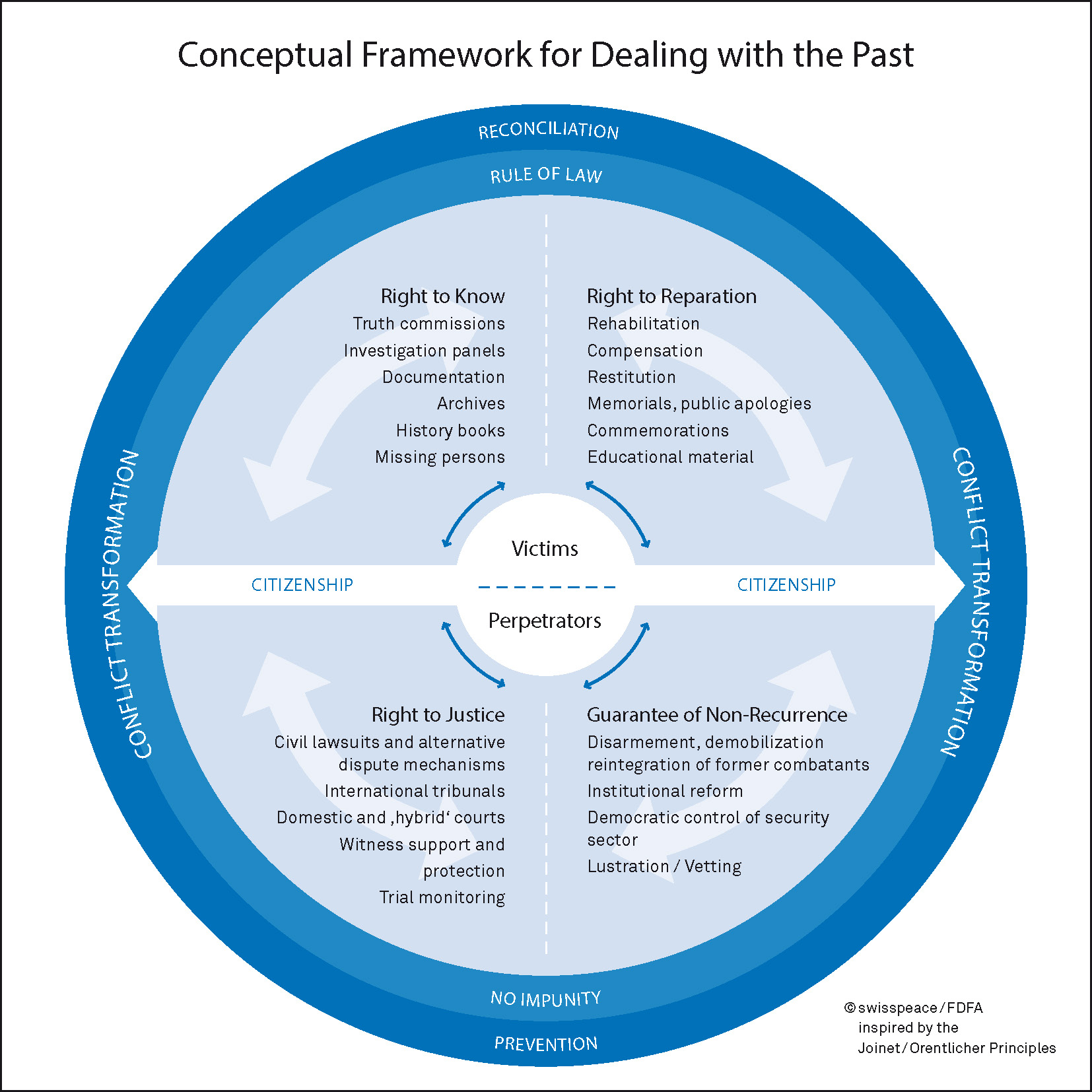
Abbildung 1: Konzept der Vergangenheitsarbeit von swisspeace/ EDA

Gewaltkonflikte, Diktaturen und repressive Regimes hinterlassen tiefe Spuren. Die Aufarbeitung der begangenen Menschenrechtsverletzungen und anderen Verbrechen ist zu einem zentralen Anliegen innerhalb der Schweizer Friedensförderung geworden. swisspeace arbeitet mit einem holistischen Ansatz, der in Zusammenarbeit mit dem Eidgenössischen Aussendepartement aufgebaut wurde und der auf vier Grundpfeilern beruht: Recht auf Wissen, auf Gerechtigkeit, auf Wiedergutmachung und auf Nicht-Wiederholung (siehe Abbildung 1).

### Staatlichkeit und Konflikte
Ob staatliche Institutionen nach einem Konflikt wieder funktionsfähig werden, ob sich ein neuer Staat bilden kann und wie sich dessen Beziehungen zur Gesellschaft gestalten, hängt direkt mit der Geschichte des Konflikts zusammen. In diesem Bereich liegt der Schwerpunkt der Aktivitäten von swisspeace auf Staatsaufbau, Demokratie und traditionellen Autoritäten, zum Beispiel im Südsudan.

### Klimawandel, natürliche Ressourcen und verantwortungsbewusstes Geschäftsgebaren
Private Unternehmen können in Konfliktgebieten eine wichtige Rolle spielen. Vor diesem Hintergrund bietet swisspeace Unternehmen Unterstützung bei der Identifizierung konfliktrelevanter Risiken ihrer Geschäftstätigkeit und bei der Anpassung ihrer Geschäftspraktiken an. swisspeace befasst sich auch mit den Auswirkungen des Klimawandels und der globalen, regionalen und nationalen Klimapolitik auf Spannungen und Konflikte im Zusammenhang mit der Nutzung natürlicher Ressourcen.

### Gender und Friedensförderung
Konflikte betreffen die verschiedenen Gendergruppen auf unterschiedliche Weise. swisspeace analysiert die unterschiedlichen Rollen und Hierarchien der Gendergruppen und deren Auswirkungen auf die Konfliktprävention und -transformation. Um diesen Unterschieden Rechnung zu tragen, setzt sich swisspeace für die Umsetzung der UNO-Sicherheitsratsresolution 1325 zu Frauen, Frieden und Sicherheit ein.

### Weiterbildung
2014 wurde ein neues Angebot im Rahmen der Weiterbildung der Universität Basel lanciert, wo swisspeace unter anderem folgende Programme anbietet:
- Certificate of Advanced Studies (CAS) in Civilian Peacebuilding.[18][19]
- Diploma of Advanced Studies (DAS) in Civilian Peacebuilding (30 ECTS);
- Master of Advanced Studies (MAS) in Civilian Peacebuilding (60 ECTS).

## Projekte

### KOFF Plattform
Zusammen mit dem EDA und rund 50 NGOs gründete swisspeace zudem das Kompetenzzentrum Friedensförderung (KOFF), eine Dialogplattform für Schweizer staatliche und nicht staatliche Akteure der Friedensförderung.